# العلاقات المجرية القبرصية
العلاقات المجرية القبرصية هي العلاقات الثنائية التي تجمع بين المجر وقبرص.

## مقارنة بين البلدين
هذه مقارنة عامة ومرجعية للدولتين:
| وجه المقارنة                                              | المجر                                                       | قبرص                                                                 |
| --------------------------------------------------------- | ----------------------------------------------------------- | -------------------------------------------------------------------- |
| المساحة (كم2)                                             | 93.04 ألف                                                   | 9.24 ألف                                                             |
| عدد السكان (نسمة)                                         | 9.78 مليون                                                  | 1.14 مليون                                                           |
| الكثافة السكانية (ن./كم²)                                 | 105.12                                                      | 123.38                                                               |
| العاصمة                                                   | بودابست                                                     | نيقوسيا                                                              |
| اللغة الرسمية                                             | لغة مجرية                                                   | اليونانية الحديثة، اللغة التركية، لغة يونانية                        |
| العملة                                                    | فورنت مجري                                                  | يورو، جنيه قبرصي                                                     |
| الناتج المحلي الإجمالي (بليون دولار)                      | 139.14 مليار                                                | 21.65 مليار                                                          |
| الناتج المحلي الإجمالي (تعادل القوة الشرائية) بليون دولار | 260.42 مليار                                                | 26.73 مليار                                                          |
| الناتج المحلي الإجمالي الاسمي للفرد دولار أمريكي          | 12.36 ألف                                                   | 23.24 ألف                                                            |
| الناتج المحلي الإجمالي للفرد دولار أمريكي                 | 25.07 ألف                                                   | 30.24 ألف                                                            |
| مؤشر التنمية البشرية                                      | 0.828                                                       | 0.850                                                                |
| رمز المكالمات الدولي                                      | +36                                                         | +357                                                                 |
| رمز الإنترنت                                              | .hu                                                         | .cy                                                                  |
| المنطقة الزمنية                                           | ت ع م+01:00، ت ع م+02:00، أوروبا/بودابست ‏، توقيت وسط أوروبا | ت ع م+02:00، ت ع م+03:00، توقيت شرق أوروبا، توقيت شرق أوروبا الصيفي ‏ |

## مدن متوأمة
في ما يلي قائمة باتفاقيات التوأمة بين مدن مجرية وقبرصية:
- ترتبط سيجد مع Larnaca Municipality  [لغات أخرى]‏ باتفاقية توأمة منذ 6 نوفمبر 1993.[15][15]
- ترتبط كوسيغ مع Agros, Cyprus [الإنجليزية]‏ باتفاقية توأمة منذ 1995.

## منظمات دولية مشتركة
يشترك البلدان في عضوية مجموعة من المنظمات الدولية، منها:
| علم المنظمة | اسم المنظمة                               | تاريخ انضمام المجر | تاريخ انضمام قبرص |
| ----------- | ----------------------------------------- | ------------------ | ----------------- |
|             | المنظمة الأوروبية لسلامة الملاحة الجوية   | 1992               | 1991              |
|             | منظمة الشرطة الجنائية الدولية             | ?                  | ?                 |
|             | الاتحاد البريدي العالمي                   | ?                  | ?                 |
|             | منظمة التجارة العالمية                    | 1995               | ?                 |
|             | الفريق المعني برصد الأرض                  | ?                  | ?                 |
|             | مجموعة الموردين النوويين                  | ?                  | ?                 |
|             | مؤسسة التنمية الدولية                     | 29 أبريل 1985      | 2 مارس 1962       |
|             | منظمة الأمن والتعاون في أوروبا            | 25 يونيو 1973      | 25 يونيو 1973     |
|             | مؤسسة التمويل الدولية                     | 29 أبريل 1985      | 2 مارس 1962       |
|             | مجلس أوروبا                               | 6 نوفمبر 1990      | ?                 |
|             | منظمة حظر الأسلحة الكيميائية              | ?                  | ?                 |
|             | الأمم المتحدة                             | 14 ديسمبر 1955     | 20 سبتمبر 1960    |
|             | الاتحاد الدولي للاتصالات                  | 1866               | 24 أبريل 1961     |
|             | الاتحاد الأوروبي                          | 1 مايو 2004        | 1 مايو 2004       |
|             | البنك الدولي للإنشاء والتعمير             | 7 يوليو 1982       | 21 ديسمبر 1961    |
|             | مجموعة أستراليا                           | 1993               | 2000              |
|             | المركز الدولي لتسوية المنازعات الاستشارية | 6 مارس 1987        | 25 ديسمبر 1966    |
|             | وكالة ضمان الاستثمار متعدد الأطراف        | 21 أبريل 1988      | 12 أبريل 1988     |
|             | يونسكو                                    | 14 سبتمبر 1948     | 6 فبراير 1961     |

## وصلات خارجية
- موقع وزارة الخارجية المجرية
- موقع وزارة الخارجية القبرصية